# Новолялинский муниципальный округ
Новоля́линский городско́й о́круг — муниципальное образование в Свердловской области России, относится к Северному управленческому округу. Административный центр — город Новая Ляля.
С точки зрения административно-территориального устройства области, городской округ находится в границах Новолялинского района.
С 1 января 2025 года имеет статус муниципального округа.

## География
Территория Новолялинского округа расположена в северо-западной части Свердловской области. Географически он расположен на восточном склоне Уральского хребта. Западная часть округа расположена в пределах горной полосы Среднего и Северного Урала, а восточная на Западно-Сибирской равнине, примыкающей к Уралу с востока. Западная граница района проходит по водоразделу Уральских гор. Здесь район граничит с Пермским краем и территорией, подчиненной городу Карпинску. На севере продолжается граница с муниципальным образованием Карпинский городской округ и городом Краснотурьинск. Северо-восточная граница проходит, в основном, по заболоченному междуречью рек Лобва и Сосьва. За ней простираются обширные пространства Серовского района. Южной частью район граничит с Верхотурским и Нижнетуринским районами.
Площадь округа 6205, 96 км². Протяженность территории с севера на юг — 80 км, с запада на восток — 110 км.
Новолялинский район существует с 1934 года в составе Свердловской области. Ранее эта территория входила в Верхотурский уезд. 17 сентября 1995 г. состоялся местный референдум по определению границ и структуры органов местного самоуправления муниципального образования Новолялинский район. В результате этого референдума было образовано единое муниципальное образование. В состав Новолялинского городского округа входят город Новая Ляля и 23 населенных пункта: деревни Верхняя Лобва, Нижнее Бессоново, Поздняковка, Полуденная, Попов Лог, Савинова; поселки: Заболотный, Каменка, Красный Яр, Лобва, Павда, Разъезд 136 км, Старая Ляля, Старый Перевоз, Чёрный Яр, Шайтанка, Юрты, Яборково; села: Караульское, Коптяки, Лопаево, Ляля-Титово, Салтаново. Административным центром Новолялинского городского округа является город Новая Ляля. Основная часть населения района сосредоточена в восточной равнинной части — в городе Новой Ляле и посёлке Лобва.

### Гидрология
Новолялинский городской округ вытянут с запада на восток. С гор в направлении Западно-Сибирской равнины по территории течёт река Ляля Иртышского бассейна. На востоке района в Лялю впадает река Лобва, которая протекает преимущественно по северным и северо-восточным окраинам района. В верховье Ляли также в неё впадает множество малых притоков, например: реки Павда, Байковка, Мурзинка, Карамышевка, Малиновка, Матюшенка, Большая Нясьма и др. На территории района начинаются несколько рек уже Волго-Камского бассейна, которые текут в европейском направлении, но они незначительны.

### Природа
Вся территория района расположена в зоне средней тайги. Под хвойными лесами здесь в условиях избыточно-влажного климата преобладают подзолистые и дерново-подзолистые почвы. Также встречаются торфяно-подзолистые оглеёные, гидроморфные (луговоболотные и болотно-торфяные) почвы, а также по долинам рек тянется полоса аллювиальных (пойменных почв). Подзолисто-болотные почвы бедны гумусом, имеют кислую реакцию, малопригодны для культурных растений. Свыше 80 % территории занимают леса, большая часть округа покрыта смешанным лесом, состоящим главным образом из сосны, ели, лиственницы, кедра, берёзы. Имеются кедровники, сосновые боры (их не так много). Большие площади в тайге заняты производными вторичными берёзовыми и осиново-берёзовыми лесами на месте хвойных. Значительная часть района заболочена. Гряды и бугры на болотах покрыты редколесьем из сосен, кедра сибирского и березы.

### Границы
Новолялинский городской округ граничит:
- на западе — с Горнозаводским городским округом, которому соответствует Горнозаводский район Пермского края;
- на северо-западе — с городским округом Карпинск, который лежит в границах административно-территориальной единицы «город Карпинск»;
- на севере — с городским округом Краснотурьинском, которому соответствует административно-территориальная единица «город Краснотурьинск»;
- на северо-востоке — с Серовским городским округом, которому соответствует административно-территориальная единица «город Серов»;
- на востоке — с Сосьвинским городским округом, которому соответствует Серовский район;
- на юго-востоке — с городским округом Верхотурским, которому соответствует Верхотурский район;
- на юго-западе — с Нижнетуринским городским округом, которому соответствует административно-территориальная единица «город Нижняя Тура».

Крайняя северная точка района находится на одной из вершин гор Северного Урала, её широта — 59°39 с. ш. Самая южная точка имеет широту 58°45 с. ш. и находится на границе с Верхотурским районом, южнее деревни Полуденная. Крайняя западная точка Новолялинского района располагается на одной из вершин Уральского хребта на границе с Пермской областью, её долгота — 59°00 в. д. Самая восточная его точка находится на границе с Серовским районом, восточнее села Ляля-Титово, её долгота — 61°06 в. д.

## Транспорт
В восточной части Новолялинский городской округ с севера на юг пересекают автодороги, соединяющих города Северного Урала с областным центром Екатеринбургом.
Автодорога регионального значения Р352 — Серовский тракт — проходит чуть западнее посёлка Лобва, города Новой Ляли и посёлка Заболотного. Протяжённость участка Серовского тракта в границах Новолялинского городского округа — 59 километров. От него также есть ответвление на соседний город Верхотурье и два ответвления на посёлок Павда.
Через Новолялинский городской округ проходит также железнодорожная ветка Серов — Гороблагодатская Свердловской железной дороги. В пределах городского округа на ней расположены:
- разъезд Коптяковские Печи (в урочище Разъезд 160 км),
- разъезд Коптяки,
- станция Лобва (железнодорожный вокзал Лобвы),
- разъезд Богословский (в урочище Разъезд 136 км),
- станция Ляля (железнодорожный вокзал Новой Ляли).

## История
История Новолялинского района уходит своими корнями в XVI век и даже в ещё более ранние времена. Трудно сказать, когда освоили земли, протянувшись вдоль реки Ляля, коренные жители этого края манси (видимо, они жили здесь ещё в X-XIII веках). Ученые считают, что название реки может происходить от мансийского слова «ляль» – противник,  враг; это свидетельствует о том, что когда – то здесь происходили важные военные сражения. «Я» по мансийски – река. Но точно известно, что русское население появилось здесь на рубеже XVI-XVII веков, когда в 1597 г. по приказу царя Бориса Годунова была проложена первая и единственная в, то время грунтовая дорога от Соликамска в Сибирь – в истории она известна как Бабиновская, которая тянулась и по долине реки Ляля. Вдоль всей Бабиновской дороги строились сторожевые пункты: они должны были обеспечивать безопасность движения путников и законность провоза товаров.  Одним из таких сторожевых пунктом стал Лялинский караул (позже село Караульское). В первую очередь, он был учрежден для того, чтобы русские купцы, «испродав в сибирских городах русские свои товары на деньги или испроменя на сибирскую мягкую рухлядь (т.е. меха)», возвращаясь обратно, имели документ об уплате пошлины в государственную казну, а также, чтобы собирать ясак (налоги) с аборигенов. Долгое время Караул был единственным населенным пунктом, образованным здесь русскими. Но с середины XVII века на этом пути стали появляться все новые поселения. Часть переселенцев из Центральной России оседала среди местного вогульского населения, а другая часть образовывала свои поселения вдоль рек Лобва и Ляля. Для более активного освоения территории в XVII  столетии на реке Ляле и её притоке реке Лобве были образованы две ясашные волости.  Административно все  лялинские земли были частью Верхотурского уезда, который по первой губернской реформе 1708 г. входил в состав огромной Сибирской губернии. А когда в 1781 г. было образовано Пермское наместничество, переименованное затем в губернию (в 1797 г.), в него вошёл и Верхотурский уезд, и так было до образования в 1918 г. Екатеринбургской губернии.  В первые десятилетия XVIII  века на Урале началось интенсивное строительство заводов, и на Ляле появилось первое промышленное предприятие. Правда, история Лялинского завода насчитывает всего два десятилетия. Руду в окрестностях Ляли впервые обнаружили в 1719 г. на реке Лобве, но сырьевой базой для завода стало Лялинское рудное месторождение. А инициатором строительства здесь нового промышленного предприятия был начальник уральских и сибирских горных заводов генерал-майор В.И. де Геннин, который с воодушевлением сообщал своему начальству, что он «при реке Ляле обрел самую добрую медную руду» и поэтому начинает «под деревнею Караулною плотину и медный завод строить». Это было в 1723 г., и к этому году историки относят основание Ляли. На заводе вырабатывали медный купорос, чеканили медные монеты, изготавливали посудное стекло. К 1743 г. все рудники были истощены, и завод пришлось остановить. В 1763 г. был запущен в эксплуатацию медеплавильный завод в Павде (появление этого населенного пункта относят к 1599 г., это также был караульно-таможенный пост, расположенный в том месте, где Бабиновская дорога выходила на восточном склоне Уральских гор к реке Павде).  Здесь отливали боевые пушки и ядра для русской армии. Завод действовал до 1829 г. Впервые было найдено золото в окрестностях д. Бессоновой, на левом берегу Ляли, в 1823 г., и вскоре началась разработка Питателевского прииска.  Затем обнаружили золото в окрестностях с. Караульского и пос. Павда, прииски были не слишком богатыми, и к 1845 г. их посчитали истощенными.  После того как в 1870 г. правительство разрешило добывать золото частным лицам, д. Питателева стала центром местной «золотой лихорадки». Лялинский район всегда был для страны поставщиком «зеленого золота». Так, по указу Петра I в 1703 г. верхотурский воевода обеспечил заготовку двух тысяч кедровых деревьев для закладки города Петербурга. Лялинский кедр и в те времена считался самым лучшим, и никакие трудности по его доставке не были приняты во внимание. Особенно интенсивно богатейшие леса бассейна реки Ляля стали эксплуатироваться с начала XX века. Тогда по инициативе дирекции АО «Богословские заводы» началось строительство железнодорожной ветки Кушва - Надеждинск (ныне г. Серов) – Карпинск, которую назвали Богословской. Железная дорога связывала местные города и поселки с центром России и сыграла огромную роль в развитии металлургической и лесозаготовительной промышленности на Урале. В 1903 г. были открыты железнодорожные станции Верхотурье, Ляля, Лобва. В 1901 г. астраханский рыбопромышленник купец К.П. Воробьев решил заняться новым для себя  делом и за 2 миллиона 100 тысяч рублей приобрел Николае-Павдинский округ с лесной площадью 330 тысяч десятин. Воробьев начал заготовку леса, собираясь доставлять его в Астрахань. Для этого ему пришлось на гужевом транспорте переправлять его через Уральский хребет, а затем сплавлять по Каме и Волге до места назначения. Эта операция обошлась Воробьеву чрезвычайно дорого, и предприниматель решил пилить заготовляемый лес на месте и в виде пиломатериалов транспортировать по железной дороге на рынке сбыта. С этой целью в 1904 г. он построил в Старой Ляле свой первый пятирамный завод и провел узкоколейную железную дорогу от Выи в центр своего имения. Вдоль линии Богословской железной дороги в 1905-1906 гг. началось строительство небольших лесопильных заводов. В районе станции Верхотурье построены двухрамный завод, при станции Ляля – второй двухрамный завод, на станции Лобва – однорамный завод «Бари-Железняк». Для определения запасов лесонасаждений на территории округа Лесоустроительным и Земельно-техническим товариществами в 1912-1915 гг. были проведены лесоустроительные работы: составлена карта и таксационное описание лесов, леса разбиты на кварталы. 
В 1914 г. в Новой Ляле была запущена в эксплуатацию бумажная фабрика, называвшаяся поначалу Николае-Павдинской. Она объединяла кирпичный завод, силовую станцию, механическую мастерскую, лесопильный завод и собственно бумажную фабрику. Продукция направлялась в Сибирь и Среднюю Азию. Продукция же Лобвинского завода шла на экспорт. С начала XIX века население активно пополнялось за счет переселенцев из западных губерний России, в 1910 г., в состав Новолялинского района входило около шести десятков населенных пунктов. 
Поселок Новая Ляля был образован в 1903 г. В апреле 1913 г.  началось строительство бумажной фабрики, которая летом следующего года начала выпуск оберточной бумаги. Незадолго до Октябрьской революции Николо-Павдинское акционерное общество начало строительство здесь сульфатно-целлюлозного завода. В 1915 г. в Новой Ляле производилось около 60 тыс. кубометров пиломатериалов, до 10 тыс. тонн оберточной бумаги и бумаги «полукрафт». Население поселка насчитывало более 6000 человек. Когда началась Гражданская  война, на территории района был сформирован красноармейский отряд из 360 человек. К 1 марта 1920 г. было отправлено на другие предприятия Урала 133 вагона угля, 165 вагонов досок, 137 вагонов шпал. Постановлением Екатеринбургского губисполкома от 31 июля 1920 г. Лобвинский лесозавод был отнесен к предприятиям, имеющим особо важное государственное значение. 
В 1922 г. вступил в строй действующих целлюлозный завод. В 1925 -1926 гг. в поселке работало уже 4 деревообрабатывающих предприятия (лесопильный, деревообделочный, целлюлозный заводы, бумажная фабрика). В 1932 г. в Новой Ляле был пущен в эксплуатацию завод по выпуску деревянных труб, а в 1934 г. – фабрика по изготовлению бумажных мешков. В 1946 г. пущен в эксплуатацию новый картонный цех. В 1949-м организовано производство по переработке водостойкого картона. В 1951 г. построен и пущен в эксплуатацию цех талового масла. Также были пущены в эксплуатацию цех древесноволокнистых плит, второй деревообрабатывающий и мебельный цехи. Объединив лесопиление, деревообработку и целлюлозно-бумажное производства, Новая Ляля превратилась в единственный центр подобного рода на Урале. В 1959 г. население города составило 17 800 человек. В апреле 1961 г. все угодья колхозов и подсобных хозяйств района были реорганизованы в два совхоза. Совхоз Новолялинский располагался на землях Салтановского, Полуденовского, Савиновского и частично Старолялинского сельских советов. Совхоз Лобвинский – на землях Ляле-Титовского и Коптяковского сельских советов. В 1980-е гг. в  пос. Лобва  был построен гидролизный завод. Он выпускал кормовые дрожжи, этиловый спирт, фурфурол, углекислоту, техническую жидкость «Кристалл», товары народного потребления. Целлюлозно-бумажный комбинат реконструировали. Было организовано производство по переработке водостойкого картона, построен и пущен в эксплуатацию цех талового масла, пущен деревообрабатывающий цех по изготовлению стандартных домов, построен цех по изготовлению железобетонных изделий, началось производство кухонной мебели. Крупными предприятиями были Новолялинский и Лобвинский леспромхозы. Лобвинский лесопромышленный комбинат занимался вывозкой древесины, лесоматериалов, технологических и топливных дров, деловой древесины, производством товаров народного потребления (пиломатериал строганый, домики садовые, оконные блоки). Разнообразную продукцию выпускал Новолялинский молочный завод. Кризис 90-х г.г. не обошли стороной и Новолялинский район. На ЦБК резко сократилось число рабочих: остановился мебельный цех. Проведены работы по реконструкции  первой бумагоделательной машины.  В 2004 году на Лобвинском лесокомбинате смонтирован и начал работать современный «контейнерный» лесопильный завод «Girga-03» итальянской фирмы «A. Costa-righi».  Новая линия оснащена электронной системой управления с лазерной разметкой, замкнутым циклом обработки древесины и автоматической настройки блока питания.

## Население
| 2002    | 2009    | 2010    | 2011    | 2012    | 2013    | 2014    |
| ------- | ------- | ------- | ------- | ------- | ------- | ------- |
| 26 512  | ↘23 688 | ↘23 564 | ↘23 468 | ↘23 122 | ↘22 760 | ↘22 362 |
| 2015    | 2016    | 2017    | 2018    | 2019    | 2020    | 2021    |
| ↘22 108 | ↘21 879 | ↘21 745 | ↘21 523 | ↘21 233 | ↘20 993 | ↘19 068 |
| 2023    |         |         |         |         |         |         |
| ↘18 753 |         |         |         |         |         |         |

## Состав
В состав Новолялинского городского округа и района входят 22 населённых пункта. При этом до 1 октября 2017 года район включал 7 административно-территориальных единиц: 1 город и 6 сельсоветов.
| №  | Населённый пункт | Тип населённого пункта        | Население | Административно- территориальная единица Новолялинского района |
| -- | ---------------- | ----------------------------- | --------- | -------------------------------------------------------------- |
| 1  | Верхняя Лобва    | деревня                       | ↘9        | Верх-Лобвинский сельсовет                                      |
| 2  | Заболотный       | посёлок                       | ↘36       | город Новая Ляля                                               |
| 3  | Каменка          | посёлок                       | ↘35       | город Новая Ляля                                               |
| 4  | Караульское      | село                          | ↗22       | Савиновский сельсовет                                          |
| 5  | Коптяки          | село                          | ↘89       | Коптяковский сельсовет                                         |
| 6  | Красный Яр       | посёлок                       | ↘47       | Коптяковский сельсовет                                         |
| 7  | Лобва            | посёлок                       | ↘7153     | город Новая Ляля                                               |
| 8  | Лопаево          | село                          | ↘157      | Коптяковский сельсовет                                         |
| 9  | Ляля-Титова      | село                          | ↘4        | город Новая Ляля                                               |
| 10 | Нижнее Бессоново | деревня                       | ↗10       | Савиновский сельсовет                                          |
| 11 | Новая Ляля       | город, административный центр | ↘10 530   | город Новая Ляля                                               |
| 12 | Павда            | посёлок                       | ↘225      | город Новая Ляля                                               |
| 13 | Поздняковка      | деревня                       | ↘5        | Старолялинский сельсовет                                       |
| 14 | Полудённая       | деревня                       | ↗10       | Савиновский сельсовет                                          |
| 15 | Савинова         | деревня                       | ↘152      | Савиновский сельсовет                                          |
| 16 | Салтаново        | село                          | ↘97       | Салтановский сельсовет                                         |
| 17 | Старая Ляля      | посёлок                       | ↘90       | Старолялинский сельсовет                                       |
| 18 | Старый Перевоз   | посёлок                       | ↘0        | Верх-Лобвинский сельсовет                                      |
| 19 | Чёрный Яр        | посёлок                       | ↘41       | Черноярский сельсовет                                          |
| 20 | Шайтанка         | посёлок                       | ↘200      | Верх-Лобвинский сельсовет                                      |
| 21 | Юрты             | посёлок                       | ↘36       | город Новая Ляля                                               |
| 22 | Яборково         | посёлок                       | ↘16       | Старолялинский сельсовет                                       |

## Экономика
Через округ проходит автодорога Серов — Екатеринбург и железная дорога Серов — Нижний Тагил. В округе два градообразующих предприятия: Лобвинский лесопромышленный комбинат (с 2012 года не работает) и Новолялинский целлюлозно-бумажный комбинат.
На 1 января 2007 года в районе зарегистрировано 291 предприятие всех форм собственности и хозяйствования. Из них 3 обрабатывающих предприятия, 2 целлюлозно-бумажных производства, 1- химическое, 7 –лесозаготовительных и 2 сельскохозяйственных предприятия. Лес - основное богатство района, 93 % всей выпускаемой продукции в районе приходится на лесную и деревообрабатывающую промышленность. Район является поставщиком круглого леса и пиломатериалов. В районе работают предприятия различных отраслей: лесная, деревообрабатывающая, целлюлозно-бумажная, микробиологическая. Крупнейшими предприятиями являлись ОАО «Новолялинский ЦБК», ООО «Новолялинский ЦБК», ОАО « Лобва», ООО «Лобвинский лесопромышленный комбинат «Лобва», ОАО «Лобвинский биохимический завод», ОАО «Ляля-лес».

## Руководство
- Бондаренко Сергей Александрович, избран в 2012 году (партия «Воля»).